# Pusiola unipunctana
Pusiola unipunctana är en fjärilsart som beskrevs av Embrik Strand 1912. Pusiola unipunctana ingår i släktet Pusiola och familjen björnspinnare. Inga underarter finns listade.